# Rœulx
Rœulx là một xã ở trong tỉnh Nord ở miền bắc nước Pháp. Xã này có diện tích 4,02 km², dân số năm 1999 là 3431 người. Xã nằm ở khu vực có độ cao trung bình 35 mét trên mực nước biển.
Xã này có cự ly 5 km (3,1 mi) về phía tây-tây-nam của Denain.

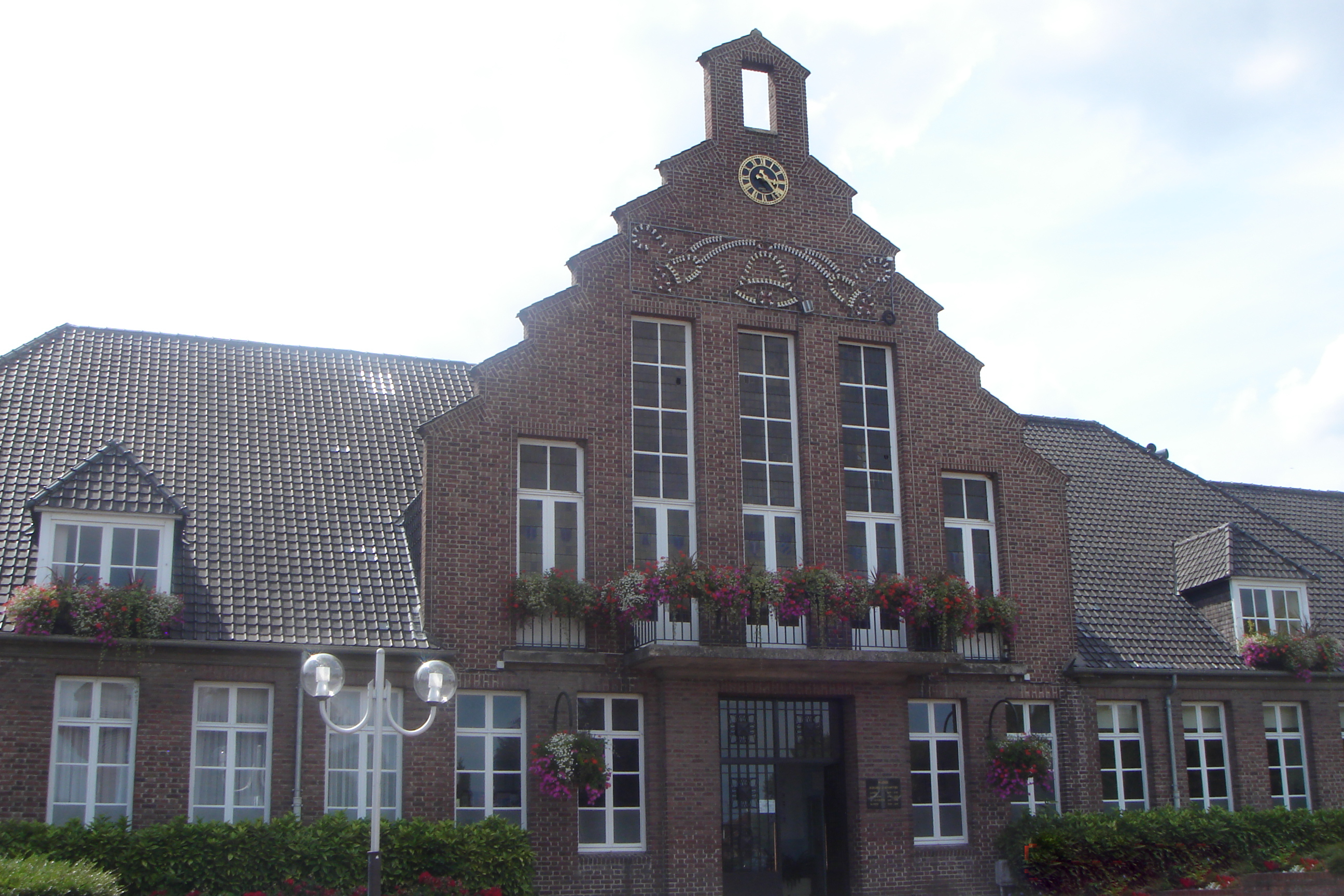
l' Hôtel de Ville (Photo de Serge Ottaviani)